# Endomychus mulleri
Endomychus mulleri is een keversoort uit de familie zwamkevers (Endomychidae). De wetenschappelijke naam van de soort werd in 1955 gepubliceerd door Mader.